# 一息ごとに一時間
『一息ごとに一時間』 - 8人の奏者のためのコンチェルト- （伊：Concerto per 8 soli）作品3は、日本の作曲家、八村義夫による室内楽曲（協奏曲）である。
1960年6月18日から作曲が開始され、初演と改訂を経て、1961年1月に完成した。
1962年に、この作品はローマ国際作曲コンクールに入選した。また、1963年には「音楽之友社懸賞」の入選作品となった。

## 作曲の経緯
フランスの詩人、マルク・アランの「一息ごとに一時間、永遠の機会を待つために息をつめるべきだ…」に始まる詩に触発されて、1960年6月1日から、1961年1月にかけて作曲された。作曲者は、編成にサクソフォーンを加えた理由として、当時モダンジャズ界において話題となっていた、オーネット・コールマンの『ロンリー・ウーマン』という曲のサクソフォーンの音色に魅了されたからであると述べている。また、当時作曲者を包んでいた、表現主義音楽の暗い呪縛から脱することが出来たとも述べている。
ピエール・ブーレーズの作品『ル・マルトー・サン・メートル』の影響が顕著であると言われている。

## 初演
1960年11月25日、ヤマハホールにて開催された演奏会「近、田中、佐藤、八村の会」において、作曲者指揮により行なわれた。
なお、初演後の1961年1月に改訂版が完成し、その後の録音等は全て改訂版で行なわれているが、現在出版されている楽譜は改訂前のものである。

## 編成
フルート1、変ロ調クラリネット1、テナー・サックス1、ヴァイオリン1、ソプラノ独唱、ヴィブラフォン1、打楽器奏者2名（打楽器奏者1：トライアングル、クラベス、カウベル、ウッドブロック、シンバル、タムタム。打楽器奏者2：マラカス、小太鼓、トムトム、シンバル）
ソプラノ独唱は、器楽の一員として扱われており、歌詞を伴わないヴォカリーズの形で歌う。また、小編成ではあるが、過去に行なわれた演奏では、初演時を含め、指揮者をつけて演奏を行なっている。

## 作品の概要
楽譜上では、4つの部分（楽章）に区分されているが、各部分は大きな切れ目なく続けて演奏される。また、具体的なテンポの指示のない、「Senza Tempo」の表示が多用されている。演奏時間約12分。

### 第1楽章
アレグロ。次々に楽器が歌い出す、せわしない開始を経て、ソプラノにはっきりとした旋律が現れる。ヴィブラフォンの伴奏で盛り上がったのち、この旋律が静まると、ヴィブラヴォンに第2の旋律が現れる。この旋律も盛り上がりをみせるが、動きは突如停止する。フルートにうねるような旋律が現れると、第1の旋律が変形されてソプラノに再現され、第2の旋律も変形されてヴィブラフォンに再現される。テンポのない部分を経て、静まってゆくかと思いきや、ヴィブラフォンの強い打撃で終結する。複数の旋律を、変形しつつ再現していることから、ソナタ形式的な発想が読み取れる。なお、この楽章ではクラリネットは休んでいる。

### 第2楽章
プレスト。クラリネットとヴィブラフォンがせわしなく絡み合う、スケルツォ風の音楽。ソプラノ独唱、打楽器とヴァイオリン、クラリネットの順に消えてゆき、ヴィブラフォンのみが残る。

### 第3楽章
アンダンテ。打楽器奏者同士の掛け合いが静かに響く中、サクソフォーンが息の長い旋律を吹く。この旋律が盛り上がると、フルートに、H、D、E音を繰り返す素朴な音形が現れ、音楽は断ち切られる。続いて、ヴァイオリンのピッチカートによる長いカデンツァに入る。フルート、ソプラノなどと絡み合いながら発展してゆき、最後は冒頭の打楽器の掛け合いが再現される中、静かに消えてゆく。

### 第4楽章
モデラート。ヴィブラフォンのソロで開始される。テンポ表示のないセンツァ・テンポ部分が頻繁に現れるため、緩やかな印象の楽章である。ヴィブラフォンのカデンツァを経て、シンバルとタムタムが静かに打たれて曲を閉じる。

## 録音
- 『星振譜/八村義夫Ⅰ』（カメラータ・トウキョウ、CMCD-50035）に、小松一彦指揮、篠崎功子、村井祐児、中川昌三、武藤賢一郎、菅原淳、吉原すみれ、山口恭範による演奏が収録されている。